# Степанов, Борис Михайлович (режиссёр)
Борис Михайлович Степа́нов (1927—1992) — советский и белорусский кинорежиссёр и сценарист. Заслуженный деятель искусств БССР (1974). Член ВКП(б) с 1949 года.

## Биография
Борис Михайлович Степанов родился 31 января 1927 года в Петропавловске (ныне Казахстан). В 1946 году окончил Северо-Казахстанский механический техникум. 1956 года по окончании ВГИКа (мастерская Г. В. Александрова) работал на киностудии «Беларусьфильм». Творческую деятельность начал как режиссёр-документалист (фильм «Народные умельцы», выпуски в киножурнале «Пионерия», сюжеты в киножурналах «Советская Белоруссия», «Пионер Белоруссии»).
Борис Михайлович Степанов умер 27 ноября 1992 года в Казахстане. Похоронен в Минске на Восточном кладбище.

## Фильмография

### Режиссёрские работы
- 1959 — Белорусские умельцы (документальный)
- 1961 — Рассказы о юности (к/м, новелла «Секретарь укома»)
- 1963 — Последний хлеб
- 1965 — Альпийская баллада
- 1969 — Я, Франциск Скорина…
- 1971 — Батька
- 1973 — Облака
- 1975 — Волчья стая
- 1977 — Гарантирую жизнь
- 1980 — Государственная граница. Мы наш, мы новый…
- 1980 — Государственная граница. Мирное лето 21-го года
- 1982 — Государственная граница. Восточный рубеж
- 1984 — Государственная граница. Красный песок
- 1987 — Государственная граница. За порогом победы
- 1993 — Аз воздам (совместно с М. Н. Касымовой и Б. К. Шадурским)

### Прочее
- 1957 — Наши соседи (второй режиссёр)

### Сценарии
- 1993 — Аз воздам

## Награды и премии
- заслуженный деятель искусств БССР (1974)